# Еремеев, Аркадий Фёдорович
Арка́дий Фёдорович Ереме́ев (25 июля 1933, Ораниенбаум, Ленинградская область, РСФСР, СССР — 14 июня 2002, Екатеринбург, Россия) — советский и российский философ, историк философии, специалист в области эстетики, литературный критик. Доктор философских наук, профессор. Создатель и первый заведующий кафедры этики, эстетики, теории и истории культуры Уральского университета с 1966 по 2002 год.
Один из организаторов Академии гуманитарных наук России, член её Президиума и председатель Уральского отделения (1994). Возглавлял Проблемный Совет Министерства высшего и среднего специального образования РСФСР по эстетике, в рамках которого проводились научные конференции и семинары. Деятельность Проблемного Совета и коллектива кафедры послужила основой для развития эстетической науки и образования в России последней трети XX века.

## Биография
Родился в семье офицера Балтийского флота.
В 1956 году окончил историко-филологический факультет Уральского государственного университета.
Работал ассистентом, старшим преподавателем, доцентом данной кафедры.
В 1963 году защитил кандидатскую диссертацию на тему «Проблема художественной правды и её критерия в искусстве».
С 1966 по 2002 год заведовал кафедрой эстетики, этики, теории и истории культуры философского факультета Уральского государственного университета.
В 1971 году защитил докторскую диссертацию на тему «Социально-коммуникативная природа искусства». Профессор с 1973 года. За этот период дважды читал курсы лекций по эстетике в Пражской Академии искусств.
С 1974 года возглавлял Проблемный совет по эстетике, эстетическому воспитанию и культуре Министерства высшего и среднего специального образования РСФСР.
Скончался 14 июня 2002 года. Похоронен на Восточном кладбище Екатеринбурга.

## Семья
Сын — Еремеев Федор Аркадьевич (1965 г.р.). Закончил биологический факультет Уральского университета (кафедра ботаники) и заочную аспирантуру философского факультета (кафедра истории философии). В студенческие годы (с 1983) занимался самиздатом. В 1999—2007 издал Энциклопедию читателя (в семи томах).

## Научная деятельность
Сосредоточив внимание на проблемах происхождения искусства и его онтологической сущности, А. Ф. Еремеев стал зачинателем новых направлений в отечественной эстетической мысли, основателем уральской школы эстетиков. Большой интерес учёный проявлял к специфике искусства, особенностям его различных видов (литературы, живописи, театра, кино), неоднократно выступал в качестве литературоведа и литературного критика.
Подготовил более 80 кандидатов и несколько докторов наук.

### Публикации
Автор более 200 научных работ, в том числе 11 монографий, среди них:
- Век науки и искусство. [В соавторстве]. — М., 1965.
- Ценностно-познавательные основы художественного отражения. — Свердловск, 1969.
- Происхождение искусства. — М., 1970.
- Социально-коммуникативная природа искусства. — Свердловск, 1971.
- Природа эстетических модификаций. — Свердловск, 1975.
- Теоретические проблемы марксистско-ленинской эстетики. — М., 1975.
- Границы искусства. — М., 1987.
- Культурная политика. [В соавторстве]. Ч.1, 2. — Свердловск, 1989.
- От «события» — к «со-бытию». — Саранск, 1992.
- Онтология искусства. — Екатеринбург, 1994.
- Первобытная культура. Происхождение, особенности, структура. — Саранск, 1997.
- «Метель» А. С. Пушкина: тайна смысла и логика сюжета. — Екатеринбург, 1999.
- Неизбывность реализма // Кризис и перспективы развития культуры на рубеже тысячелетий // II Российский философский конгресс: докл. преподавателей и аспирантов каф. эстетики, этики, теории и истории культуры Урал. ун-та. — Екатеринбург, 1999.

## Награды и премии
- Удостоен премии Уральского университета за «Лекции по марксистско-ленинской эстетике» и монографию «Происхождение искусства» (1973).
- Награждён медалью «За доблестный труд. В ознаменование 100-летия со дня рождения В. И. Ленина», знаком «За отличные успехи в работе в области высшего образования СССР» (1980).
- Заслуженный деятель науки Российской Федерации (1995).